# Ramón Jáuregui
José Ramón Jáuregui Atondo (San Sebastian, 1 september 1948) is een Spaans politicus van de socialistische partij.

## Levensloop
Hij was van 2010 tot 2011 minister van het Presidentschap in de regering van José Luis Rodríguez Zapatero. Daarvoor was hij vicelehendakari (vicepresident) van de autonome gemeenschap Baskenland en tevens afgevaardigde van de regering in deze regio.
- Biblioteca Nacional de España: XX825495
- Catàleg d'autoritats de noms i títols de Catalunya: 981058529990506706
- Gemeinsame Normdatei: 119337886
- International Standard Name Identifier: 0000 0000 7827 5566
- Library of Congress Control Number: n95118995
- Nationale Bibliotheek van Israël: 987007332405805171
- Système universitaire de documentation: 143154869
- Virtual International Authority File: 77123325
- WorldCat: E39PBJjHdfkjrjPRjywpdkMF8C